# Nazionale di bob della Spagna
La nazionale di bob della Spagna è la selezione che rappresenta la Spagna nelle competizioni internazionali di bob.
La squadra ha preso parte a due edizioni dei giochi olimpici invernali, a Cortina d'Ampezzo 1956 e Grenoble 1968.

## Storia

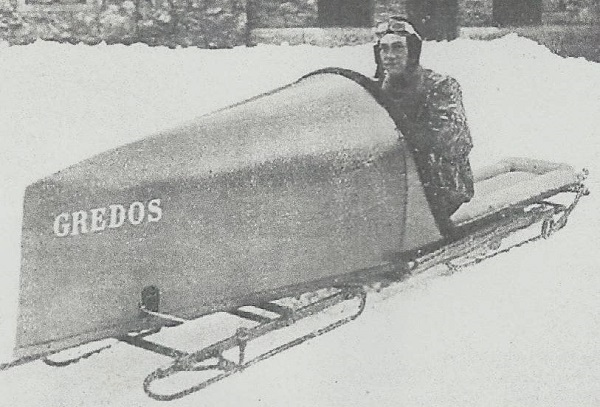
Ricardo Soriano alla guida del Gredos (circa 1905)

### Origini
Nel 1905 Ricardo Soriano y Scholtz von Hermensdorff, II Marchese di Ivanrey presentò una slitta, battezzata "Gredos" con un profilo molto innovativo e diverso dalle slitte di legno dell'epoca. La slitta era in acciaio e aveva una struttura nella parte anteriore, che trasformava il nuovo veicolo in un semi-mobile; presentava inoltre una certa forma di siluro più simile alle future guidoslitte. Tale precursore del bob fu in grado di raggiungere velocità straordinarie rispetto al resto degli slittini, cosa che aiutò Soriano a vincere numerose gare, per quanto all'epoca il bob non fosse ancora riconosciuto come sport. L'aumento di velocità del bob costrinse a ripensare lo sport, rendendosi necessaria la costruzione di nuove piste adatte all'evoluzione di questi veicoli.

### Un pilota Ferrari alla guida del bob spagnolo

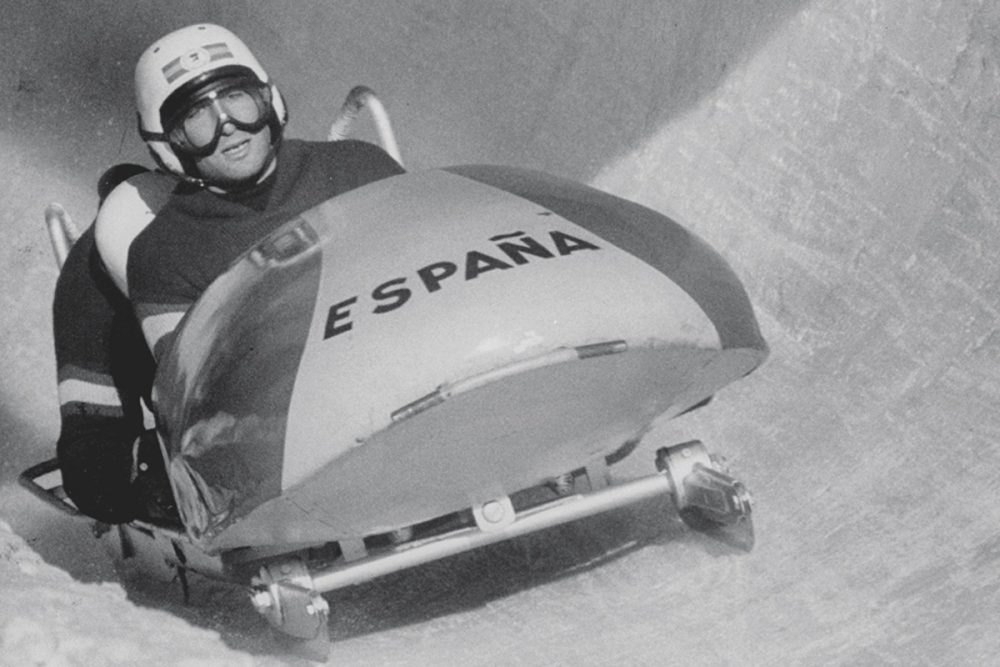
Alfonso de Portago alle Olimpiadi di Cortina 1956, dove giunse al 4º posto a pochi centesimi dal podio.

Negli anni 1950, un altro nobile spagnolo, Alfonso Cabeza de Vaca, XI marchese di Portago e meglio noto come Alfonso de Portago, decise di dedicarsi al bob in vista delle olimpiadi di Cortina d'Ampezzo 1956. Portago aveva già praticato numerosi sport e all'epoca era pilota della Scuderia Ferrari, per cui gli venne quasi spontanea l'idea di creare una squadra per la cosiddetta "Formula 1 del ghiaccio". La prima squadra di bob spagnola, che disponeva di un bob a quattro e un bob a due, era composta da familiari e amici di Portago, senza esperienza in questo sport e che riuscirono ad allenarsi poco, essendo il progetto nato pochi mesi prima dell'evento olimpico. Ad ogni modo, il bob spagnolo giunse al nono posto della gara a quattro, mentre Alfonso de Portago con frenatore il cugino Vicente Sartorius sfiorò il terzo tempo della gara a due, giungendo al quarto posto a soli 0,14 secondi dal podio.
L'anno successivo, ai Campionati mondiali di bob 1957 a St. Moritz del 1957, Alfonso de Portago e Luis Muñoz Cabrero vinsero la medaglia di bronzo, unico podio della Spagna in questo sport. La curva 15 di questo tracciato si chiama "Portago" in memoria del ferrarista, che morì lo stesso anno nella tragedia di Guidizzolo durante l'ultima edizione della Mille miglia.
Gonzalo Taboada e Marquis De Marino parteciparono ai Mondiali 1958 (18º posto), a cui si aggiunse Vicente Sartorius nei mondiali 1959 (9º posto nel bob a due e 12° nel bob a quattro).

### Anni 1960 e inizio 1970
Dopo l'annullamento delle gare di bob alle olimpiadi di Squaw Valley 1960 per motivi economici, la Spagna partecipò ai Mondiali 1960, chiudemdo al 7º posto, mentre il bob a due dovette ritirarsi dopo la prima giornata per una rottura meccanica. Ai Mondiali 1961 di Lake Placid, il bob a due di Santorius e Munoz chiuse al 13º posto, mentre il bob a quattro si ribaltò nella curva a zig-zag provocando la frattura di dita e clavicole per l'equipaggio composto da Vicente Sartorius , Gonzalo Taboada
Luis Munoz e Tony Sartorius.
In seguito, ci furono vari tentativi di mantenere viva la squadra con il reclutamento del versatile Miguel de la Quadra-Salcedo, ma l'assenza delle gare di bob alle olimpiadi di Squaw Valley 1960 (annullate per motivi economici) terminò il progetto. In seguito, Juan Antonio Samaranch decise di organizzare le squadre di bob e slittino in vista delle Olimpiadi di Grenoble 1968, contattando i più importanti sportivi, piloti di auto e moto e giovani dell'alta borghesia catalana: tra questi Lluís Omedes Calonja (già olimpionico nel canottaggio a Helsinki 1952, primo e unico spagnolo ad aver preso parte alle Olimpiadi estive e invernali) e Maximiliano Jones (il primo atleta spagnolo di colore ai Giochi, originario della Guinea spagnola), Eugenio Baturone, i fratelli Víctor Palomo e Josè María Palomo, José Clot, Jesús Gatell, e altri. Dopo aver preso parte ai Campionati europei di bob 1968 (ultimo posto nel bob a quattro), i bobbisti spagnoli chiusero le Olimpiadi di Grenoble al 13º e 17º posto nel bob a due, mentre nella prova a quattro occuparono il fondo della classifica.
Ai Campionati europei di bob 1970 a Cortina d'Ampezzo la Spagna vinse la medaglia d'argento con l'equipaggio del bob a quattro composto da Eugenio Baturone, José Cano, José Manuel Pérez e Guillermo Rosal, battuti per appena 9 centesimi dalla Germania; nel bob a due Baturone e Rosal giunsero quarti, ad appena 12 centesimi dal podio.

### Declino
Il 21 gennaio 1971, alla vigilia dei Campionati mondiali di bob 1971 a Cervinia, il primo equipaggio spagnolo del bob a due fu vittima di un terribile incidente durante le prove libere sulla pista di bob del Lago Blu: dopo aver stabilito il quarto miglior tempo in pista, il pilota Eugenio Baturone e la riserva ventisettenne Luis López Solanes (preparatore atletico sia del bob sia della squadra di sci alpino e che all'ultimo, pur non essendo mai salito su un bob, aveva preso il posto del frenatore indisposto Guillermo Rosal) uscirono di pista all'ultima curva e alla velocità di 130 km/h, schiantandosi dopo una parabola di 20 metri in aria contro un albero. Solanes, il cui casco fu ritrovato spezzato in due, morì durante il trasporto in ospedale, mentre Baturone ricevette un colpo all'addome che lo portò a peritonite, per la quale fu operato dopo qualche settimana. La tragedia costrinse i compagni di squadra ad abbandonare il mondiale e segnò da allora la scomparsa della Spagna nell'élite mondiale del bob per almeno 40 anni., salvo una partecipazione ai Campionati europei di bob 1972, dove due bob a quattro spagnoli (pilotati da Guillermo Rosal e José Manuel Pérez de Vega) giunsero al 7º e 9º posto.

### Rinascita
Dopo alcuni tentativi della Federazione catalana di riprendere l'attività bobbistica, solo nel novembre 2011 i due asturiani autodidatti Javier Pintado e Pedro Díaz tornarono con un bob spagnolo in una gara di Coppa Europa sulla pista austriaca di Igls.
Tuttavia, due incidenti consecutivi sulla pista di Lake Placid, avvenuti durante gli allenamenti per il debutto in Coppa America, costrinsero la Federghiaccio spagnola ad annullare il progetto di qualificazione ai Giochi olimpici invernali di Soči 2014.
Nel 2012 Noemí Pérez e Bárbara Iglesias furono selezionate per fondare la squadra femminile di bob per partecipare alle gare di Coppa Europa.
Dal 2014 il bobbista paralimpico Israel Blanco ha partecipato con il bob adattato a gare di Coppa del mondo e Campionati mondiali ed europei.
Nel 2014-2015 Martín Souto, debuttò all'età di 15 anni con il monobob in Coppa Europa a Lillehammer e nel febbraio 2016 ha partecipato ai Giochi olimpici giovanili, allenato dalla russa Oxana Tatchina.

## Partecipazione ai giochi olimpici invernali

### Bob a quattro maschile
| anno | città             | classifica | composizione |
| ---- | ----------------- | ---------- | --- |
| 1956 | Cortina d'Ampezzo | 9°         | Alfonso de Portago, Vicente Sartorius, Gonzalo Taboada, Luis Muñoz Cabrero                                                     |
| 1968 | Grenoble          | 18 19      | Víctor Palomo, Maximiliano Jones, José Clot, Eugenio Baturone Guillermo Rosal, Néstor Alonso, José Manuel Pérez, Antonio Marín |

### Bob a due maschile
| anno | città             | classifica | composizione                                                             |
| ---- | ----------------- | ---------- | ------------------------------------------------------------------------ |
| 1956 | Cortina d'Ampezzo | 4°         | Alfonso de Portago, Vicente Sartorius                                    |
| 1968 | Grenoble          | 13 17      | José María Palomo, José Manuel Pérez Eugenio Baturone, Maximiliano Jones |